# Pittosporum truncatum
Pittosporum truncatum là một loài thực vật có hoa trong họ Pittosporaceae. Loài này được E. Pritz. miêu tả khoa học đầu tiên năm 1900.